# チャーリー永谷
チャーリー永谷（チャーリーながたに、1936年2月20日 - ）は熊本市二本木生まれのカントリー・ミュージック歌手。本名、永谷正輝。

## 略歴
熊本県立済々黌高等学校卒業後、上京して中央大学に進学するが中退。いくつかのバンドの一員として活動する。
1961年、熊本に戻りカントリー・ミュージック・バンド「チャーリー永谷とウェスタン・キャノンボール」を結成。
1976年、熊本市でカントリー・ミュージック・サルーン「GOOD TIME CHARLIE」開店。
1989年に日本初の野外カントリー・ミュージック・フェスティバル「カントリー・ゴールド」を立ち上げる。

## カントリー・ゴールド
カントリー・ゴールドとはチャーリー永谷が総合プロデュースする毎年10月第3日曜日、阿蘇の雄大な自然に囲まれて、南阿蘇村の熊本県野外劇場「アスペクタ」で行われる国内最大級のカントリー・ミュージック・フェスティバル。
開催当日は「約束の日」と呼び習わされ、毎年この日になると、この音楽祭を心待ちにしているファンが全国から南阿蘇に集結する。この日ばかりはカントリー・ルックに身を包み、ステージの前でカントリーダンスに興じるのを楽しみにしているというファンも多い。毎年、チャーリー永谷のバンドの他、本場アメリカのカントリー・ミュージシャンが来日し、ステージに立っている。
アスペクタを所有する熊本県の財政悪化のあおりをうけて、2003年12月、県はアスペクタ撤去の方針を明らかにし、カントリーゴールドの継続も危機に陥った。しかしアスペクタ存続を願う署名運動や、「文化人によるアスペクタ存続を願うネットワークの会」の活動など熱心な存続運動を受け、県も方針を転換。3年間（2006年度まで）のアスペクタの存続が決定した。しかし、その後については未定となっており、アスペクタの存続、そして「カントリー・ゴールド」の将来については、依然として予断を許さない。しかし、2007年度から熊本県の直接運営から指定管理者へ管理運営が移管され、利用の活発化、活性化が期待される。
来場者数・スポンサー企業・出店の伸び悩みのため、カントリー・ゴールド実行委員会の運営費の問題が懸念されており、その対処としてTV放送を民放に委託したこともあったが、演出への介入を恐れてNHKでの放送が継続されている。また、スポンサー企業・出店企業のみへ配布されていた無料入場券が、2008年には不正にヤフオク!に出品される問題が起こり、今後のチケット収入への影響も考えられる。2008年から日本のカントリー・バンドの出演を始め、2009年からは日本人出演者を増やす代わりにアメリカからの出演者を少なくする施策も行われているが、カントリー・ゴールド本来の魅力が低下するのでは、という不安も生まれた。さらに2016年に発生した熊本地震では開催が心配だったが無事に開催された。2019年10月20日開催の第31回を最後に本イベントは終了することが決定している。

### 海外における評価
1986年、日本におけるカントリー・ミュージックの普及の功績により、ケンタッキー州名誉称号「ケンタッキー・カーネル」受賞、テネシー州「名誉州民」を受賞したのを皮切りに、モンタナ州、ミネソタ州などアメリカの33州（2019年9月の時点）から「名誉州民」の称号を贈られている。
1998年、在日アメリカ領事館より「1998年度マンスフィールド賞」を受賞。
以上の受賞歴のほか、海外のカントリーイベントへの参加多数。

## 出演

### ラジオ
- チャーリー永谷のCOUNTRY SUNSHINE!!（RKKラジオ、毎週日曜日8:30 - 9:00）